# Radiation Oncology
Radiation Oncology is een internationaal, aan collegiale toetsing onderworpen open access wetenschappelijk tijdschrift op het gebied van de oncologie en de nucleaire geneeskunde. De naam wordt in literatuurverwijzingen meestal afgekort tot Radiat. Oncol. Het tijdschrift is opgericht in 2006 en wordt uitgegeven door BioMed Central.